# ۹۷۷ (میلادی)

## رویدادها
- نوامبر: زمین‌لرزه بغداد. در ربیع الاول ۳۶۷ چندین لرزه حس شد بی آنکه آسیبی به بار آید.